# Danh sách giải thưởng và đề cử của Paramore
Paramore là một ban nhạc Rock của Mỹ đến từ Franklin, Tennesse.

## Giải Âm nhạc Alternative Press
| 2014                         |       |
| Paramore                     |       |
| Nghệ sĩ của năm              | Đề cử |
| Album của năm                | Đề cử |
| "Still Into You"             |       |
| Bài hát của năm              | Đề cử |
| Hayley Williams              |       |
| Giọng ca chính xuất sắc nhất | Đề cử |
| Jeremy Davis                 |       |
| Tay Bass xuất sắc nhất       | Đề cử |

## Giải thưởng Âm nhạc Mỹ
| 2008                |       |
| Paramore            |       |
| Nghệ sĩ mới của năm | Đề cử |

## Giải Âm nhạc Billboard
| 2015                      |       |
| "Ain't It Fun"            |       |
| Top bài hát Rock hay nhất | Đề cử |

## Giải Fuse
| 2008                    |       |
| "That's What You Get"   |       |
| Video hay nhất năm 2008 | Đề cử |
| 2009                    |       |
| "Ignorance"             |       |
| Video hay nhất năm 2009 | Đề cử |
| 2010                    |       |
| "The Only Exception"    |       |
| Video hay nhất năm 2010 | Đề cử |

## Giải Grammy
Paramore chỉ thắng được 1 giải duy nhất trong 4 lần đề cử.
| 2008                                             |           |
| Paramore                                         |           |
| Nghệ sĩ mới xuất sắc nhất                        | Đề cử     |
| 2010                                             |           |
| "Decode"                                         |           |
| Ca khúc nhạc phim hay nhất                       | Đề cử     |
| 2011                                             |           |
| "The Only Exception"                             |           |
| Trình diễn Song ca / Nhóm nhạc Pop xuất sắc nhất | Đề cử     |
| 2015                                             |           |
| "Ain't It Fun"                                   |           |
| Bài hát Rock hay nhất                            | Đoạt giải |